# دولت در غیاب
دولت در غیاب، رُوسو سِیفو (به ژاپنی: 留守政府); به دولت در غیاب، رئیس دولت ایواکورا تومومی و چند عضو دیگر دوره اصلاحات میجی گفته می‌شود. این دولت در طی مأموریت ایواکورا و عازم شدن ایواکورا تومومی به اروپا و آمریکا اداره کشور ژاپن را از ۲۳ ژانویه ۱۸۷۱ تا ۱۳ سپتامبر ۱۸۷۳ بر عهده داشت.